# Ralukadevi
Ralukadevi – gaun wikas samiti w środkowej części Nepalu w strefie Bagmati w dystrykcie Nuwakot. Według nepalskiego spisu powszechnego z 2001 roku liczył on 925 gospodarstw domowych i 5211 mieszkańców (2616 kobiet i 2595 mężczyzn).